# Вінник Анатолій Іванович
Анатолій Іванович Вінник (нар. 1 листопада 1948, с. Прудянка, Дергачівський район, Харківська обл.) — генерал-майор внутрішньої служби, депутат Харківської обласної ради п'яти скликань. У 1998—2002 роках — заступник голови Харківської обласної ради.

## Біографія
У 1963—1967 рр. навчався у Харківському машинобудівному технікумі.
Закінчив Український заочний політехнічний інститут (спеціальність — теплові електричні станції, кваліфікація — інженер-теплоенергетик).
У 1968—1970 роках — служба у Збройних Силах.
У 1970—2005 рр. — служба в органах Міністерства внутрішніх справ України у Харківській області. Учасник ліквідації аварії на ЧАЕС. Пройшов шлях від пожежника до генерал-майора внутрішньої служби та першого проректора Академії пожежної безпеки України.
У 2002—2005 роках — начальник відділу із забезпечення діяльності голови Харківської облдержадміністрації. З 2005 р. — пенсіонер МВС України. З 2006 р. — голова комісії з питань планування соціально-економічного розвитку регіону.
Депутат Харківської обласної ради п'яти скликань: II скликання (1994), III скликання (1998), IV скликання (2002), V скликання (2006), VI скликання (2010). Був членом Партії регіонів.
Працював першим заступником начальника управління державної пожежної охорони УМВС України в Харківській області, заступником начальника Державної екологічної інспекції в Харківський області.
2021 року виграв конкурс на посаду директора Харківського академічного драматичного театру, але обласна рада не затвердила його на посаді.

## Нагороди
- Орден «За мужність» III ступеня (1997) «За особисту мужність і високий професіоналізм, виявлені під час гасіння пожежі в Свято-Благовіщенському кафедральному соборі у місті Харкові»[8].